# Rue des Marronniers (Lyon)
Pour les articles homonymes, voir Rue des Marronniers.
La rue des Marronniers est une voie du quartier de Bellecour, dans le 2e arrondissement de Lyon, en France. Cette voie étroite, courte, piétonne et pavée, est célèbre pour ses nombreux bouchons et appartient à une zone classée au patrimoine mondial par l'UNESCO.

## Histoire
Voisine de la place Bellecour, elle doit son nom aux arbres qui bordaient la place (côté Est) autrefois et qui ont été enlevés au XVIIIe siècle, après avoir été nommé rue de Jérusalem, puis rue Neuve-des-Basses-Brayes. Le nom actuel de la rue résulte d'un acte consulaire de 30 septembre 1723. Elle a été tracée au début du XVIIIe siècle, lors de la construction des immeubles situés à l'est de la place Bellecour.
Le maire de Lyon et membre de l'Assemblée nationale, Démophile Laforest, a vécu dans cette rue, dans les années 1840. De nombreux architectes participèrent à la construction des bâtiments, notamment Pierre Gauthier (pour le numéro 1), Marc-Antoine Trollier (numéro 5), Melchior Munet (numéro 7), Gabriel Rigod (numéro 11). Les immeubles des numéros pairs de 2 à 10 furent construits en 1714, démolis en 1793 et reconstruits en 1810.
La rue est devenue piétonne à la fin du XXe siècle.

## Architecture et monuments
Le théâtre des Marronniers est l'un des bâtiments les plus connus de la rue. Historiquement, en 1952, Roger Planchon créa le théâtre de la Comédie au numéro 3bis, dans un ancien atelier de serrurerie. Après son départ pour Villeurbanne, Marcel Maréchal prendra la suite en y installant le théâtre du Cothurne. De nombreux acteurs y ont fait leurs classes (Pierre Arditi, Catherine Arditi, Marcel Bozonnet, Maurice Bénichou ou Bernard Ballet). En 1986, le petit théâtre est transformé en cinéma : le CNP Bellecour, actuellement ouvert rue de la Barre. En 2015, il existe toujours un théâtre des Marronniers, mais il est maintenant installé au numéro 7.
La traboule du numéro 3 bis traverse quatre immeubles et a une architecture notable ; elle commence avec une porte cochère et conduit à l'ancien théâtre des Marronniers. Elle dispose de deux sorties : la première se termine par une porte en plein cintre, un sol dallé et un bâtiment de style Louis XVI, et la seconde, bouchée, est dans le même bâtiment de trois étages, mais plus haute.

## Accessibilité
Ce site est desservi par la station de métro Bellecour et par de nombreux bus à proximité.